# Pete Cornish
Pete Cornish (* vor 1972) ist ein britischer Elektriker und Effektgerätehersteller. Sein gleichnamiges Unternehmen, welches sich bis heute in Familienbesitz befindet, gründete er im Jahr 1976. Ab 1972 stellte er jedoch schon für einige Musiker maßgeschneiderte Effekt-Systeme und Lösungen im Bereich Elektronik an.

## Leben
„Ich war im Bett mit einer dieser Kinderkrankheiten, als ich acht Jahre alt war oder so […] Meine Mutter brachte mir eine Ausgabe der Zeitschrift Practical Wireless und die erschien mir interessanter als Fußball zu spielen. […] Es faszinierte mich, weil es kein gewöhnliches Hobby eines Jugendlichen war. Seitdem war ich gefesselt. Mein Onkel, der Bruder meiner Mutter, kannte sich gut mit Radios und anderen mechanischen sowie elektrischen Sachen aus. […] Er hat mich sehr unterstützt. Ich bin immer zu ihm gegangen, um Radios oder Verstärker zu bauen […]“, so Cornish. Als Schüler interessierte sich Cornish sehr für die Fächer Mathematik und Physik. Kurz nach seiner Schulzeit erhielt Cornish einen der damals sechzehn verfügbaren Plätze für die Arbeit als Elektriker und Mechaniker bei der Ministry of Aviation. Dort beurteilte, inspizierte und reparierte Cornish militärisches Equipment. Als Cornish später über seine Zeit beim Militär befragt wurde, reflektierte er: „Wir haben in Extremsituationen gearbeitet. Wir feuerten Geschosse aus Gewehren und warfen Bomben aus Militärflugzeugen. Mein Beruf war es dafür zu sorgen, dass diese Kriegswaffen funktionieren, wenn sie abgefeuert werden. […] Weil ich eine solche Ausbildung absolviert habe und für diese Standards gearbeitet habe halten unsere Systeme auch Tourneen so gut Stand […]“.
Nachdem Cornish seine Karriere bei dem britischen Militär beendet hatte, begann er im Londoner Musikgeschäft Sound City zu arbeiten. Dort erkannte er schnell, welch schlechte Musikinstrumente dort verkauft worden sind und wollte sie selbst verbessern. Obwohl das Geschäft aus Cornishs Sicht keine guten Produkte verkaufte, verschaffte sich das Musikhaus jedoch einen guten Ruf mit der Reparatur von Verstärkern und Effektgeräten. Dort begann Cornish die Verstärker und Effektgeräte von Künstlern wie Yes, Queen, Pink Floyd, Average White Band, Bay City Rollers, Caravan, Squeeze, Roxy Music, Genesis, Led Zeppelin, Rod Stewart, The Moody Blues, Elton John, The Kinks, Status Quo, Family, Wishbone Ash, Thin Lizzy, Leo Sayer, Fleetwood Mac, King Crimson und Black Sabbath zu erneuern.
Seitdem ist Cornish einer der global bekanntesten und beliebtesten „Problemlöser“ für technische Komplikationen im Bereich der Musikinstrumente sowie Hersteller von Effektgeräten und Racksystemen. Für Eric Clapton stellte Cornish das Soldano/Cornish Guitar Routing System in Zusammenarbeit mit Michael J. Soldano, Jr her.